# Championnats d'Asie de judo 1966
 (octobre 2023).
Si vous disposez d'ouvrages ou d'articles de référence ou si vous connaissez des sites web de qualité traitant du thème abordé ici, merci de compléter l'article en donnant les références utiles à sa vérifiabilité et en les liant à la section « Notes et références ».
Navigation
Édition suivante
Les championnats d'Asie de judo 1966, première édition des championnats d'Asie de judo, ont eu lieu en mai 1966 à Manille, aux Philippines.